# Юніверсіті-Парк (Меріленд)
Юніверсіті-Парк (англ. University Park) — місто (англ. town) в США, в окрузі Графство принца Георга штату Меріленд. Населення — 2454 особи (2020).

## Географія
Юніверсіті-Парк розташоване за координатами 38°58′19″ пн. ш. 76°56′41″ зх. д. / 38.97194° пн. ш. 76.94472° зх. д. (38.972011, -76.944673).  За даними Бюро перепису населення США в 2010 році місто мало площу 1,29 км², уся площа — суходіл.

## Демографія
Згідно з переписом 2010 року, у місті мешкало 2548 осіб у 897 домогосподарствах у складі 675 родин. Густота населення становила 1968 осіб/км².  Було 919 помешкань (710/км²).
Расовий склад населення:
| - 78,5 % — білих - 9,3 % — чорних або афроамериканців - 4,7 % — азіатів - 0,1 % — корінних американців - 3,0 % — осіб інших рас |

До двох чи більше рас належало 4,4 %. Частка іспаномовних становила 11,3 % від усіх жителів.
За віковим діапазоном населення розподілялося таким чином: 23,1 % — особи молодші 18 років, 65,1 % — особи у віці 18—64 років, 11,8 % — особи у віці 65 років та старші. Медіана віку мешканця становила 41,5 року. На 100 осіб жіночої статі у місті припадало 100,8 чоловіків;  на 100 жінок у віці від 18 років та старших — 98,7 чоловіків також старших 18 років.
Середній дохід на одне домашнє господарство  становив 151 397 доларів США (медіана — 135 500), а середній дохід на одну сім'ю — 173 442 долари (медіана — 159 545). За межею бідності перебувало 10,0 % осіб, у тому числі 14,3 % дітей у віці до 18 років та 2,8 % осіб у віці 65 років та старших.
Цивільне працевлаштоване населення становило 1355 осіб. Основні галузі зайнятості: освіта, охорона здоров'я та соціальна допомога — 41,0 %, публічна адміністрація — 18,2 %, науковці, спеціалісти, менеджери — 15,0 %.